# Georg Heinrich von Görtz
Pour les articles homonymes, voir Görtz.
 (mai 2013).
Si vous disposez d'ouvrages ou d'articles de référence ou si vous connaissez des sites web de qualité traitant du thème abordé ici, merci de compléter l'article en donnant les références utiles à sa vérifiabilité et en les liant à la section « Notes et références ».
Georg Heinrich von Görtz (Goertz), baron von Schlitz, né en 1668 en Franconie et exécuté le 19 février 1719, était un politicien et diplomate suédois d'origine allemande. Il a été premier ministre de Charles XII de Suède de 1716 à 1718.

## Biographie
Quand Charles XII revient à Stralsund, après avoir été retenu prisonnier à Constantinople, Goertz, en représentant du duché de Holstein-Gottorp qui est menacé par la guerre, est l'un des premiers à s'entretenir avec le roi. Par ses propositions concrètes sur la gestion du royaume et de son économie dans cette période de guerre, il gagne la confiance du roi et rapidement devient de facto le conseiller financier du roi alors qu'il n'a officiellement que la fonction d'ambassadeur. Goertz obtient des pouvoirs étendus et met en place l'équivalent d'une économie de guerre en faisant en sorte que l'État ait un contrôle total sur l'ensemble du commerce et des exportations. Il étend l'utilisation d'une monnaie fiduciaire (en cuivre) en remplacement de l'utilisation de l'argent.
En tant que plénipotentiaire, il se rend en Hollande et en France afin d'obtenir des prêts. Ces voyages lui font rencontrer de nombreux membres de la diaspora jacobite et il va devenir franc-maçon, obtenant l'autorisation de Charles XII de créer la première loge en Suède. Il est mandaté pour négocier la paix auprès des différents pays dont la Russie, et prépare aussi des accords avec l'Espagne, et les jacobites écossais, le prétendant à la couronne anglais James Stuart.
À la suite de l'interception de courriers avec Carl Gyllenborg, et dénoncé par les alliés des Anglais, il est soupçonné de comploter avec le mouvement jacobite écossais et irlandais, en faveur du rétablissement de la dynastie des Stuart, en échange de leur aide financière. Le roi George Ier de Grande-Bretagne, sans aucun respect pour l'immunité diplomatique, fait envahir l'ambassade de Suède à Londres, emprisonne le ministre suédois Carl Gyllenborg et fait saisir les documents s'y trouvant. Les autorités anglaises demandent aux Provinces-Unies, en respect de leurs accords, de se saisir de Goertz qui s'y trouve alors afin de négocier avec le tsar Pierre le Grand un traité de paix, en cachette de Charles XII. Il est emprisonné à Arnhem, en Hollande, de février à août 1717. Grâce à son réseau diplomatique, dont Théodore de Neuhoff, qui parvient à mettre en doute les bases de l'accusation, il sera relâché, alors que la Hollande s'inquiétait de l'impact de l'emprisonnement sur ses relations avec le roi de Suède. Il mandate alors Théodore de Neuhoff auprès de Alberoni afin de négocier une aide financière de l'Espagne contre la Quadruple Alliance.
Alors que von Görtz est en train d'obtenir de la Russie la paix, en échange des provinces du Nord Est, Charles XII mène de son côté une deuxième invasion de la Norvège afin de protéger la Suède d'une invasion par le Danemark. Le roi y décède durant le siège de Frederickshall. Le baron devient la cible de la famille de Hesse, unie au roi par sa sœur Ulrique-Éléonore de Suède épouse de Frédéric de Hesse-Cassel, qui craignait sa proximité avec la maison de Holstein; ainsi que des nobles qui l'accusaient d'avoir établi une monarchie absolue, que la sœur de Charles XII acceptait d'abolir. Il est arrêté sur ordre de la reine Ulrique-Éléonore de Suède et est décapité le 12 mars 1719.
Lors de son procès, il n'a pas droit à un avocat et n'est pas autorisé à produire des documents.

## Sources
- (en)/(sv) Cet article est partiellement ou en totalité issu des articles intitulés en anglais « Georg Heinrich von Görtz » (voir la liste des auteurs) et en suédois « Georg Heinrich von Görtz » (voir la liste des auteurs).

Complément bibliographique
- Voltaire, Histoire de Charles XII, Rouen : Christophe Revis, 1731
- Guillaume de Lamberty, Mémoires pour servir à l'histoire du XVIIIe siècle, H. Scheurleer, 1731, tome 10
- Biographie universelle ou dictionnaire de tous les hommes, Bruxelles, H. Ode, 1846, tome 8